# الدوري التشيكوسلوفاكي 1990–91
الدوري التشيكوسلوفاكي 1990–91 هو الموسم 84 من الدوري التشيكوسلوفاكي ‏. أشرف على تنظيمه اتحاد جمهورية التشيك لكرة القدم، وكان عدد الأندية المشاركة فيه 16، وفاز فيه سبارتا براغ.